# Tablice rejestracyjne na Słowacji

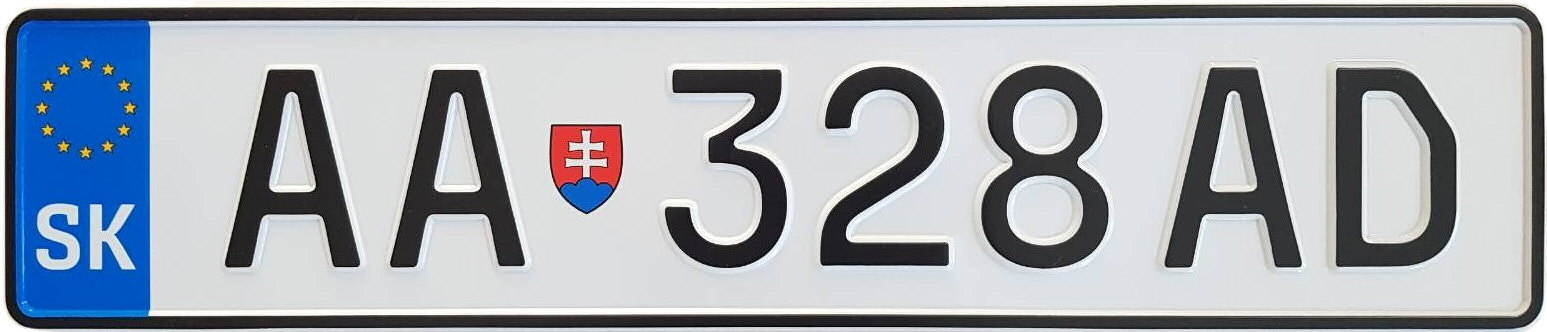
Wzór tablicy obowiązujący od 2023 roku

Nowy system tablic rejestracyjnych na Słowacji zaczął funkcjonowanie z początkiem 2023. Tablice nie są już powiązane z przynależnością terytorialną (powiaty), ale z samochodem.
Poprzednie słowackie tablice rejestracyjne wydawane były od roku 1997. Numer składał się z dwóch liter oznaczających powiat (okres), po którym występują 3 cyfry i 2 litery wydawane seryjnie (tablice zwyczajne dla samochodów).
Jeszcze wcześniejsze tablice rejestracyjne wydane według starego wzoru (3 litery, 4 cyfry) utraciły ważność 31 grudnia 2004 r.
Na tablicach wydawanych do końca kwietnia 2004 widnieje herb Słowacji a pod nim międzynarodowy kod samochodowy Słowacji SK.
Na tablicach wydawanych od maja 2004 w miejscu herbu państwa widnieją żółte gwiazdki UE na niebieskim tle (tzw. euroband).
1 czerwca 2006 r. wygląd tablic został lekko zmodyfikowany – herb Słowacji zastąpił kreskę oddzielającą wyróżnik okresu od numeru seryjnego (wzór wydawany obecnie).

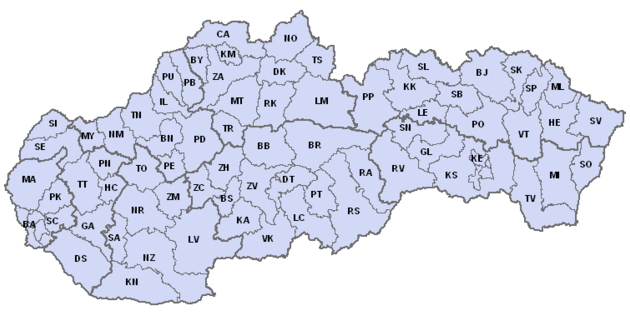
Wyróżniki słowackich tablic rejestracyjnych do 2022 roku

Wzór słowackiej tablicy rejestracyjnej do końca 2022 roku.

Wzór słowackiej tablicy rejestracyjnej do 01.06.2006.

Wzór słowackiej tablicy rejestracyjnej do 30.04.2004.

Wzór słowackiej tablicy rejestracyjnej przed rokiem 1997.
Tablice dyplomatyczne mają znaki żółte na niebieskim tle, na początku znajdują się EE lub ZZ i 5 cyfr.

## Wyróżniki powiatów (okresów)
- BA, BL – Bratysława
- BB, BC – Bańska Bystrzyca
- BJ – Bardejów
- BN – Bánovce nad Bebravou
- BR – Brezno
- BS – Bańska Szczawnica
- BY – Bytča
- CA – Čadca
- DK – Dolný Kubín
- DS – Dunajská Streda
- DT – Detva
- GA – Galanta
- GL – Gelnica
- HC – Hlohovec
- HE – Humenné
- IL – Ilava
- KA – Krupina
- KE, KI – Koszyce
- KK – Kieżmark
- KM – Kysucké Nové Mesto
- KN – Komárno
- KS – Koszyce-okolice (ziemski, słow. Košice-okolie)
- LC – Lučenec
- LE – Lewocza
- LM – Liptowski Mikulasz
- LV – Levice
- MA – Malacky
- MI – Michalovce
- ML – Medzilaborce
- MT – Martin
- MY – Myjava
- NR, NI – Nitra
- NM – Nové Mesto nad Váhom
- NO – Námestovo
- NZ – Nové Zámky
- PE – Partizánske
- PB – Považská Bystrica
- PD – Prievidza
- PK – Pezinok
- PN – Pieszczany
- PO, PV – Preszów
- PP – Poprad
- PT – Poltár
- PU – Púchov
- RA – Revúca
- RK – Ružomberok
- RS – Rimavská Sobota
- RV – Rožňava
- SA – Šaľa
- SB – Sabinov
- SC – Senec
- SE – Senica
- SI – Skalica
- SK – Svidník
- SL – Lubowla (od słow. Stará Ľubovňa)
- SN – Spiska Nowa Wieś
- SO – Sobrance
- SP – Stropkov
- SV – Snina
- TN, TC – Trenczyn
- TO – Topoľčany
- TR – Turčianske Teplice
- TS – Tvrdošín
- TT, TA – Trnawa
- TV – Trebiszów
- VK – Veľký Krtíš
- VT – Vranov nad Topľou
- ZA, ZI – Żylina
- ZC – Žarnovica
- ZH – Žiar nad Hronom
- ZM – Zlaté Moravce
- ZV – Zwoleń

W międzynarodowym kodzie samochodowym Słowacja ma symbol – SK.